# Steve de Shazer
Steve de Shazer, né le 25 juin 1940 à Milwaukee et mort le 11 septembre 2005 à Vienne, est un thérapeute américain, pionnier de la thérapie brève centrée sur la solution. 

## Biographie
Il fait ses études à l'université du Wisconsin à Milwaukee où il obtient Bachelor of Fine Art puis un master en travail social. Il devient musicien classique et saxophoniste de jazz. Avec son épouse, Insoo Kim Berg qui a étudié au Mental Research Institute of Palo Alto en 1975, de Shazer s'intéresse à la thérapie brève dite de « Palo Alto » de John Weakland, Paul Watzlawick et Richard Fisch. En 1978, il fonde avec Insoo Kim Berg le Brief Family Therapy Center de Milwaukee.

## Œuvres
En anglais :
- (1982). Patterns of Brief Family Therapy: An Ecosystemic Approach. New York, NY: The Guilford Press.  (ISBN 0-89862-038-4).
- (1984). "The death of resistance". Family Process 23: I 1–17.
- (1985). Keys to Solution in Brief Therapy. New York, NY: W W Norton & Company.  (ISBN 0-393-70004-6)., W W Norton page
- (1988). Clues: Investigating Solutions in Brief Therapy. New York, NY: W W. Norton & Company.  (ISBN 0-393-70054-2)., W W Norton page
- (1991). Putting Difference to Work. New York, NY: W W Norton & Co Inc.  (ISBN 0-393-70110-7).
- (1994). Words Were Originally Magic. New York, NY: W W Norton & Company.  (ISBN 0-393-70170-0)., W W Norton page
- (2005). More than Miracles: The State of the Art of Solution-focused Therapy. Binghamton, NY: Haworth Press.  (ISBN 0-7890-3398-4).

En français :
- Clés et solutions en thérapie brève, Satas, 1985
- Explorer les solutions en thérapie brève, Satas, 1988
- Différence. Changement et thérapie brève, Satas, 1991
- Les mots étaient à l'origine magiques, Satas, 1994
- Avec Gale Miller, La construction des émotions : Le langage des sentiments dans les thérapies brèves centrées sur la solution des problèmes, Revue Thérapie familiale 2000, Vol 21, no 3, p. 233-253 (article)
- Avec Gale Miller, Avez-vous entendu la dernière à propos de...?. La thérapie brève centrée sur les solutions en tant que rumeur, Revue Thérapie familiale 2001/3 - 22, p. 289-308 (article)
- Au-delà des miracles. Un état des lieux de la thérapie brève solutionniste, Satas 2007